# Wasilij Kadazanowicz
Wasilij Arkadijewicz Kadazanowicz ros. Василий Аркадьевич Кадазанович (ur. 29 lutego 1896 w Uściługu, zm. 9 marca 1969 w Rydze) – generał major lotnictwa Armii Czerwonej i generał brygady Ludowego Wojska Polskiego.

## Życiorys
Pod koniec 1915 powołany do rosyjskiej armii, 1916 skończył szkołę wojskową w Kijowie ze stopniem korneta. Do końca służby był dowódcą plutonu. W końcu lipca 1918 wstąpił do Armii Czerwonej, gdzie dowodził plutonem, a od 1920 był szefem sztabu kolejno 103, 104 i 105 Brygady Strzelców Armii Czerwonej. Walczył m.in. z wojskami adm. Kołczaka. Od lipca 1922 szef sztabu 36 Dywizji Strzelców. 1926–1927 odbył kurs lotniczy w Leningradzie i przeszedł do służby w lotnictwie. W październiku 1927, po ukończeniu kursu, został szefem sztabu 3 Eskadry Lotniczej w Kijowie. W styczniu 1931 został przeniesiony do rezerwy. Pracował jako nauczyciel. Po wybuchu wojny sowiecko-niemieckiej ponownie zmobilizowany. Walczył na froncie północno-zachodnim i froncie białoruskim. 4 lutego 1944 awansował na pułkownika.
Z początkiem listopada 1944 skierowany do służby w WP. Został zastępcą szefa sztabu Dowództwa Lotnictwa Polskiego. Brał udział w walkach pod Warszawą i na Pomorzu. 27 marca 1945 kontuzjowany, do końca wojny przebywał na leczeniu. Od 1947 p.o. szefa, a od 1949 szef sztabu Dowództwa Wojsk Lotniczych. 11 maja 1949 mianowany przez dowództwo sowieckie generałem majorem Armii Radzieckiej, a pięć dni później generałem brygady WP. Gdy ministrem obrony narodowej został Konstanty Rokossowski, Kadazanowicz wprowadził sowiecki system dowodzenia polskim lotnictwem i wdrożył sowieckie wzory szkolenia. W październiku 1957 zwolniony i odesłany do ZSRR.

## Odznaczenia
- Order Sztandaru Pracy I klasy - 1955
- Order Sztandaru Pracy II klasy - 1951
- Krzyż Komandorski Orderu Odrodzenia Polski - 1954
- Krzyż Oficerski Orderu Odrodzenia Polski - 1945
- Order Krzyża Grunwaldu III klasy - 1 października 1946[1]
- Złoty Krzyż Zasługi (dwukrotnie) - 1946 i 1957
- Order Lenina
- Order Czerwonego Sztandaru (trzykrotnie)
- Order Czerwonej Gwiazdy (dwukrotnie)
- Order Wojny Ojczyźnianej I stopnia